# Love Galore
Singles par SZA
Drew Barrymore
(2017) What Lovers Do
(2017)
Singles par Travis Scott
Goosebumps (en)
(2016) Butterfly Effect (en)
(2017)
Love Galore est une chanson de l'auteure-compositrice-interprète américaine SZA et du rappeur américain Travis Scott sortie le 28 avril 2017. Il s'agit du deuxième single extrait de Ctrl, le premier album studio de SZA.

## Clip vidéo
Le clip vidéo de Love Galore est réalisé par Nabil (en),.

## Accueil critique
Plusieurs publications citent Love Galore dans leurs classements des meilleures chansons de l'année 2017. Elle est quatrième dans le classement de Pitchfork, septième dans celui de The Fader dix-huitième dans celui des Inrockuptibles et vingt-huitième dans celui de Billboard.
Love Galore vaut à SZA et Travis Scott une nomination au prix de la meilleure collaboration rap/chant lors de la 60e cérémonie des Grammy Awards et au prix du choix des téléspectateurs (en) lors de la 18e cérémonie des BET Awards.

## Classements et certifications
| Classement (2017-18)                           | Meilleure position |
| ---------------------------------------------- | ------------------ |
| Belgique (Flandre Ultratip Bubbling Under 100) | Tip                |
| Belgique (Flandre Ultratop R&B/Hip-Hop)        | 40                 |
| Canada (Hot 100)                               | 84                 |
| États-Unis (Hot 100)                           | 32                 |
| États-Unis (Adult R&B Songs (en))              | 1                  |
| États-Unis (Mainstream R&B/Hip-Hop Songs)      | 4                  |
| États-Unis (R&B Songs (en))                    | 4                  |
| États-Unis (R&B/Hip-Hop Airplay)               | 5                  |
| États-Unis (R&B/Hip-Hop Songs)                 | 12                 |
| États-Unis (Radio Songs)                       | 34                 |
| États-Unis (Rhythmic Songs)                    | 3                  |
| États-Unis (Streaming Songs)                   | 27                 |

| Classement (2017)                         | Position |
| ----------------------------------------- | -------- |
| États-Unis (Billboard Hot 100)            | 80       |
| États-Unis (Mainstream R&B/Hip-Hop Songs) | 15       |
| États-Unis (R&B Songs (en))               | 13       |
| États-Unis (R&B/Hip-Hop Airplay)          | 17       |
| États-Unis (R&B/Hip-Hop Songs)            | 39       |
| États-Unis (Rhythmic (en))                | 27       |
| États-Unis (Streaming Songs)              | 65       |
| Classement (2018)                         | Position |
| États-Unis (Adult R&B Songs (en))         | 8        |
| États-Unis (Hot R&B/Hip-Hop Airplay)      | 22       |

### Certifications
| Région | Certification | Ventes/Streams |
| --- | ------------- | -------------- |
| Canada (Music Canada) | Platine       | 800 000‡       |
| États-Unis (RIAA) | 3 × Platine   | 3 000 000‡     |
| Royaume-Uni (BPI) | Argent        | 200 000‡       |
| *Ventes selon la certification ^Mise en rayon selon la certification xNon précisé par la certification ‡ventes/streaming selon la certification |               |                |